# سدیم هیدروکسید
سدیم هیدروکسید (به انگلیسی: Sodium hydroxide) یا سود سوزآور (به انگلیسی: Caustic Soda) ترکیبی معدنی با فرمول شیمیایی NaOH است. این ماده یک ترکیب یونی جامد سفیدرنگ است که از کاتیون سدیم (+Na) و آنیون هیدروکسید (-OH) تشکیل شده‌است. این ترکیب، در تماس با پوست می‌تواند سوختگی شیمیایی شدید ایجاد کند. سدیم هیدروکسید به شدت در آب انحلال‌پذیر بوده و به راحتی رطوبت و کربن دی‌اکسید موجود در هوا را جذب می‌کند.
سدیم هیدروکسید جامد بیشتر به صورت پرک (فلکس)، دانه‌ای و بلوک‌های قالبی برای فروش عرضه می‌شود.
پرک این ماده در ایران با نام چنته به عنوان بازکنندهٔ لوله‌های فاضلاب به فروش می‌رسد.

## تاریخچه
سدیم هیدروکسید در ابتدا توسط سازندگان صابون تولید می‌شد. دستورالعملی از ساخت سدیم هیدروکسید توسط دانشمند مسلمان قرن ۱۳ میلادی "المختاره" در کتاب " المخترع فی فنون من الصنع " یافت شده‌است که توسط "المظفر یوسف ابن عمر ابن علی ابن رسول" پادشاه یمن گردآوری شده‌است. شیمی‌دان و باستان‌شناس انگلیسی "هنری ارنست استپالتون (۱۸۷۸–۱۹۶۲)" شواهدی ارائه داده‌است که محمد زکریای رازی سدیم هیدروکسید را می‌شناخته‌است. این دستورالعمل شامل گذراندن پی‌درپی آب از درون مخلوطی از قلیا که خاکستر علف شور (Saltwort) بود و آهک خام بود که به این روش سدیم هیدروکسید به‌دست می‌آمد. صابون‌سازان اروپایی همین دستورالعمل را پیروی می‌کردند.

## روش‌های تهیه

### الکترولیز محلول سدیم کلرید
بیشترین مقدار هیدروکسید سدیم تولیدی، از طریق فرایند الکترولیز محلول‌های سدیم کلرید در یکی از انواع ظروف الکترولیتی به‌دست می‌آید. به عنوان نمونه، در فرایند پیل جیوه (کاستنر-کلنر Castner-Kellner)، از جریانی از جیوه به عنوان کاتد استفاده می‌شود و ملغمهٔ سدیم حاصل با آب ترکیب می‌شود و تولید سدیم هیدروکسید می‌نماید و در فرایند دیگر به نام پیل دیافراگم، الکترولیت از آند به کاتد حرکت می‌کند و دیافراگم (از جنس پنبهٔ کوهی یا سایر مواد غشایی)، فراورده‌های آند و کاتد را از هم جدا می‌سازد. در هر دو فرایند، علاوه بر سدیم هیدروکسید، گاز کلر و نیز گاز هیدروژن تولید می‌شود.

### فرایند سودا-آهک
یک فرایند قدیمی‌تر برای تولید سود سوزآور، عبارت از فرایند سودا - آهک است که در آن سودا اَش (کلسیم هیدروکسید)، در واکنش با سدیم کربنات به کاستیک سودا تبدیل می‌شود.
Ca(OH)۲ + Na۲CO۳ → CaCO۳ + ۲ NaOH

## کاربردها
سدیم هیدروکسید، به عنوان یک باز قوی، یکی از مواد شیمیایی صنعتی بسیار مهم به‌شمار می‌رود. برای نمونه، تولید سود در سال ۱۹۸۰ در آمریکا، ۱۲ میلیون تن بوده‌است. تولید این مادهٔ شیمیایی پایه؛ که در تولید تمامی انواع مواد شیمیایی به نحوی کاربرد دارد، از ۶۰۳۹۰ کیلوتن در سال ۲۰۱۲ به ۷۲۱۰۳ کیلوتن در سال ۲۰۱۶ افزایش یافت که میانگین رشد ۴٫۵۳ درصد است.
چین بزرگ‌ترین تولیدکنندهٔ سود جهان است که ۴۵٫۵۵ درصد از سهم بازار در صنعت سدیم هیدروکسید را در سال ۲۰۱۶ داشت. در بازار مصرف، چین و آمریکای شمالی، اصلی‌ترین مصرف‌کننده‌های این ماده هستند که برآورد شده به ترتیب ۴۲٫۷۹٪ و ۲۰٫۲۹٪ در سال ۲۰۱۶ مصرف کرده‌اند. زمینه‌های مختلف کاربرد سدیم هیدروکسید از جمله در تولید مواد شیمیایی، ابریشم مصنوعی، خمیر کاغذ و کاغذ، در تولید رنگ، آلومینیم، مواد پتروشیمی و پارچه، صابون و مواد شوینده است.
همچنین در آزمایشگاه‌ها برای تعیین غلظت اسیدهای مجهول در تیتراسیون اسید- باز از محلول قلیایی سدیم هیدروکسید استاندارد استفاده می‌شود. در صنایع غذایی از این ماده جهت تلخی‌زدایی از زیتون استفاده می‌شود. سود سوزآور در دو نوع مایع و جامد در کارخانه‌ها تولید می‌شود.
کاربردهای سود کاستیک پرک (به انگلیسی: Caustic Soda Flakes) در صنعت بسیار وسیع است، صنایع مختلف با رویکردهای مختلف از این ماده استفاده می‌کنند. برخی از این صنایع عبارت‌اند از:
- صنایع رنگرزی
- تولید کارتن و کاغذ
- صنایع چرم و نساجی
- صنایع نفت و گاز و پتروشیمی
- خنثی‌سازی اسید و باتری‌سازی
- چربی‌گیرها و سایر صنایع وابسته
- صنایع غذایی، صنایع شیر، کنسروسازی
- نوشابه‌سازی، کارخانهٔ قند و شکر، کارخانهٔ روغن
- صنایع داروسازی، الکل‌سازی و آرایشی و بهداشتی
- صنایع فلزی و تولید شیشه، روی، آلومینیم، گالوانیزه و آبکاری
- سود پرک کاربرد فراوانی در صنعت نفت و گاز دارد
- سود پرک کاربرد فراوانی در صنایع نظامی دارد.
- سود پرک برای صنایعی که با عوامل بیماری‌زا مواجه می‌شوند هم کاربرد دارد.
- سود پرک در صنعت پلیمر و پت هم مصرف فراوانی دارد و به‌عنوان چربی‌بر استفاده می‌شود.

## نحوه نگهداری و خطرات سود پرک[۱۰]
- سدیم هیدروکسید به راحتی می‌تواند جذب چربی‌های پوست شود و باعث آسیب رساندن به پوست دست و سایر نقاط بدن شود. به همین دلیل به هیچ عنوان بدون دستکش سود پرک را لمس نکنید.
- در نگهداری سود پرک دقت داشته باشید که کیسه های مخصوص برای اینکار استفاده شده باشد تا هم از خطر جذب رطوبت حفظ شود و هم باعث آسیب رسیدن به پوست بدن نشود.
- در صورتی که پوست بدن با سدیم هیدروکسید تماس داشته باشید، حتما به مدت 12 تا 18 دقیقه پوست را با شوینده و به طور یکنواخت بشویید.
- از خوردن سدیم هیدروکسید باید به شدت پرهیز کنید. در صورت خورده شدن سدیم هیدروکسید، آسیب بسیار جدی به مری و رگ‌های خونی خواهد رسید و باعث سوازنده شدن این بخش و در نهایت خونریزی منجر به مرگ رخ خواهد داد.

## آزمایش‌ها
اگر سدیم هیدروکسید با هیدروکلریک اسید مخلوط شود ماده‌ای به نام سدیم کلرید به‌وجود می‌آید. علاوه بر این واکنش، واکنشی نیز بین سدیم هیدروکسید و نیتریک اسید نیز وجود دارد که طی این واکنش، سدیم نیترات به‌وجود می‌آید. نحوهٔ ساخت سدیم هیدروکسید نیز روش جالب و بسیار ساده‌ای است: سدیم را درون آب می‌ریزیم در صورتی که مقدار سدیم زیاد باشد خطر آتش‌سوزی و انفجار نیز وجود دارد.

### واکنش با فلزات
سدیم هیدروکسید (NaOH) یک قلیایی قوی است و می‌تواند با برخی فلزات واکنش دهد. در زیر به چند گروه از فلزات که با سدیم هیدروکسید واکنش می‌دهند اشاره شده است: 

#### 1- فلزات قلیایی
لیتیوم (Li)، سدیم (Na) و پتاسیم (K): این فلزات با سدیم هیدروکسید واکنش نمی‌دهند چون خودشان از فلزات قلیایی هستند و در شرایط خاص می‌توانند قلیایی شوند.

#### 2- فلزات قلیایی خاکی
کلسیم (Ca)، باریم (Ba) و منیزیم (Mg): این فلزات با سدیم هیدروکسید واکنش داده و هیدروکسیدهای مربوطه را تشکیل می‌دهند.

#### 3- فلزات انتقالی
آلومینیوم (Al): سدیم هیدروکسید در واکنش با فلز آلومینیم گاز هیدروژن تولید می‌کند. واکنش به صورت زیر است:
2Al + 2 NaOH + 6 H2O → 2 NaAl(OH)4 + 3 H2
روی (Zn): همچنین با سدیم هیدروکسید واکنش می‌دهد و هیدروژن تولید می‌کند:
Zn + 2NaOH + 2H2O → Na  2  [Zn(OH)4]+H2

#### 4- فلزات دیگر
آهن (Fe): در صورت وجود رطوبت و در دماهای بالا می‌تواند با سدیم هیدروکسید واکنش دهد و هیدروکسید آهن تولید کند.

## ایمنی

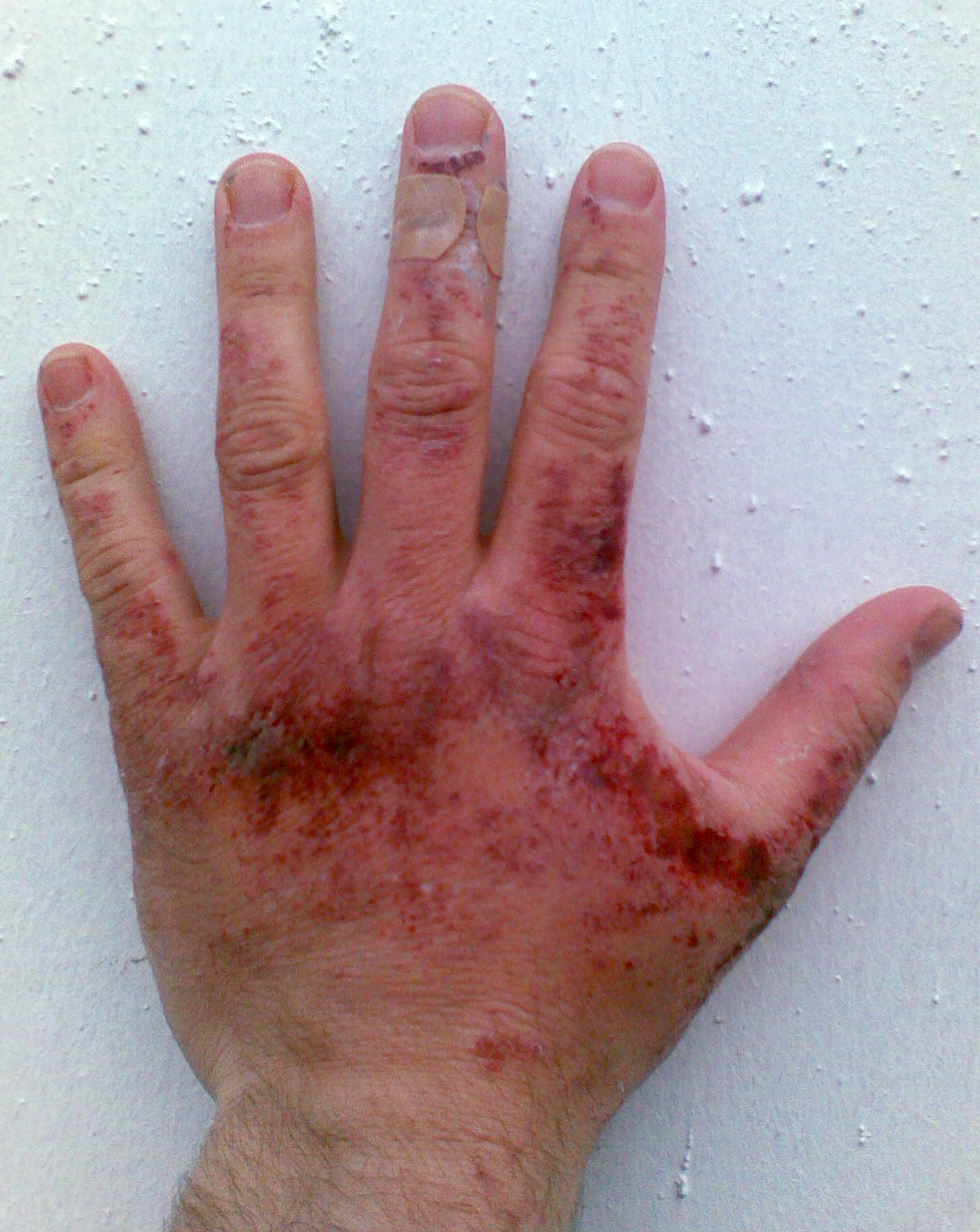
سوختگی شیمیایی ناشی از محلول سدیم هیدروکسید. عکس، ۴۴ ساعت پس از تماس گرفته شده‌است.

مانند دیگر اسیدهای خوراکی و قلیایی، تنها قطره‌ای از محلول سدیم هیدروکسید می‌تواند به‌راحتی پروتئین‌ها و چربی‌ها را در بافت‌های زنده از طریق هیدرولیز آمید و هیدرولیز استر تجزیه کند، که در نتیجه باعث سوختگی‌های شیمیایی می‌شود و ممکن است باعث ایجاد کوری دائمی در هنگام تماس با چشم شود. قلیای جامد آن همچنین می‌تواند در صورت وجود آب، مانند بخار آب، طبیعت خورندهٔ خود را نشان دهد؛ بنابراین، هنگام استفاده از این مواد شیمیایی یا محلول‌های آن، همیشه باید از تجهیزات حفاظتی مانند دستکش‌های لاستیکی، لباس ایمنی و حفاظت چشم استفاده شود. اقدامات استاندارد اولیه برای شستشوی مادهٔ قلیایی از روی پوست، مانند سایر مواد خورندهٔ دیگر، شست‌وشو با مقدار زیادی آب است. شستشو برای حداقل ۱۰ تا ۱۵ دقیقه باید ادامه یابد.
سلول‌های باتری لیتیومی، در صورت بلعیده شدن، حتی اگر خرد نشده باشد باعث آسیب جدی می‌شود. آسیب، ناشی از محتویات باتری نیست، بلکه جریان الکتریکی ایجاد شده باعث ایجاد سدیم هیدروکسید می‌شود و مری و رگ‌های خونی را می‌سوزاند و می‌تواند منجر به خونریزی منجر به مرگ شود.
علاوه بر این، انحلال سدیم هیدروکسید بسیار گرمازاست و گرمای حاصل می‌تواند باعث سوختگی با گرما یا آتش گرفتن مواد آتش‌گیر شود. همچنین در هنگام واکنش با اسید، گرما تولید می‌کند.
سدیم هیدروکسید نسبت به شیشه نیز کمی خورنده است، که می‌تواند باعث آسیب به شفافیت آن شود یا باعث قفل شدن اتصالات شیشه‌ای در همدیگر شود. سدیم هیدروکسید نسبت به فلزات متعددی نیز خورنده است مانند آلومینیم که با تماس با قلیا واکنش نشان می‌دهد و باعث تولید گاز هیدروژن قابل اشتعال در سطح تماس می‌شود.
2AL+ 6NaOH → 3 H2 + 2 Na3AlO3
2Al + 2NaOH + 2H2O → 3 H2 + 2 NaAlO2
2Al + 2NaOH + 6H2O → 3 H2 + 2 NaAl(OH)4